# Mangalagudda, Badami
Mangalagudda là một làng thuộc tehsil Badami, huyện Bagalkot, bang Karnataka, Ấn Độ.